# چکانو ۱۰۹۳۱
سیارک ۱۰۹۳۱ (به انگلیسی: 10931 Ceccano، نامگذاری:1998DA) ده هزار و نهصد و سی و یکمین سیارک کشف شده‌است که در ۱۶ فوریه ۱۹۹۸ کشف شد.
قدر مطلق سیارک برابر ۱۳٫۴۰ است.